# Volegalea
Volegalea é um gênero de moluscos gastrópodes marinhos predadores pertencente à família Melongenidae, na subclasse Caenogastropoda e ordem Neogastropoda, com três espécies. Foi classificado por Tom Iredale, em 1938; e sua espécie-tipo, Volegalea cochlidium, fora classificada por Carolus Linnaeus, em 1758; descrita como Murex cochlidium em sua obra Systema Naturae. Sua distribuição geográfica é na região preponderante do paleotrópico do Velho Mundo, nos oceanos Índico e Pacífico; ocupando habitats de clima tropical entre o Paquistão, Sri Lanka e sudeste da Índia, ao norte da Austrália; incluindo o mar da China Meridional e o Sudeste Asiático.

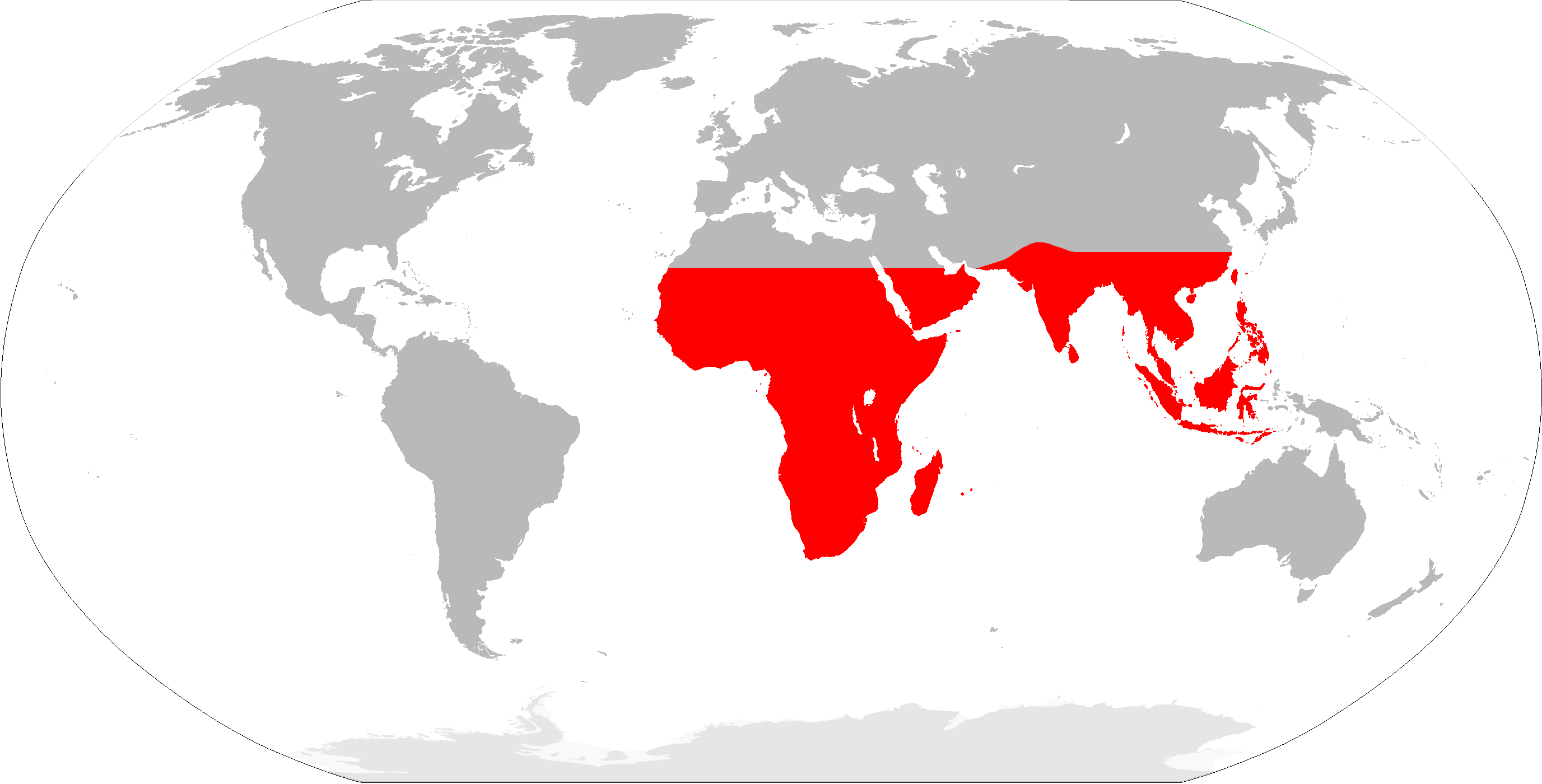
A distribuição geográfica do gênero Volegalea corresponde ao paleotrópico do Velho Mundo (em vermelho); do norte do oceano Índico ao oeste do Pacífico; em habitats de clima tropical.

## Espécies deVolegalea
- Volegalea cochlidium (Linnaeus, 1758) - Espécie-tipo[1]
- Volegalea carnaria (Röding, 1798)[1][4]
- Volegalea dirki (Nolf, 2007)[1][5]

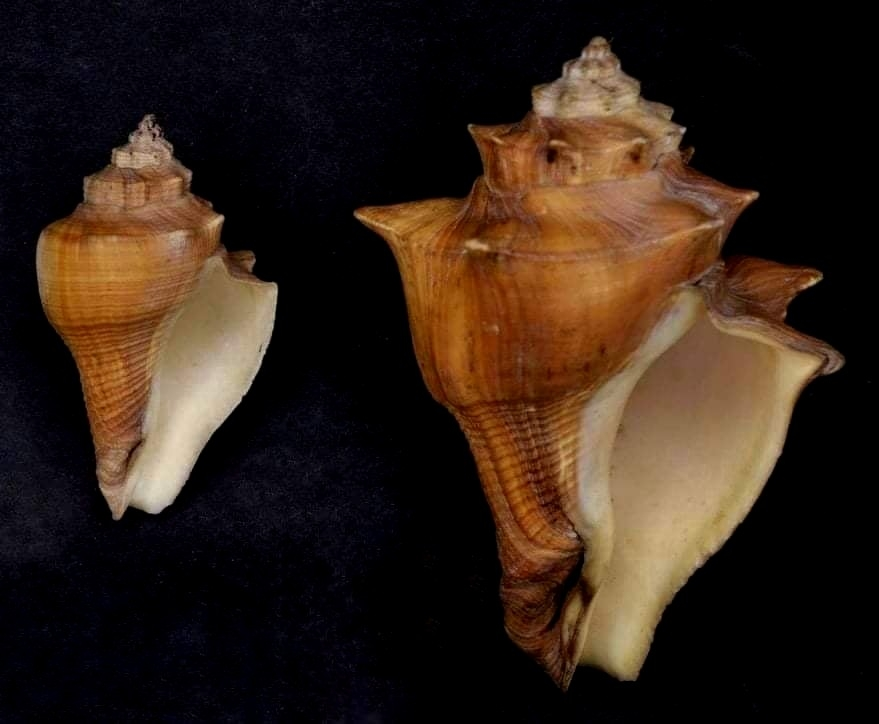
Conchas de V. cochlidium; espécimes das ilhas Molucas, na Indonésia, pertencentes à coleção do Museu de História Natural de Leiden.